# 巴里·凯利
巴里·凯利（英語：Barry Kelly，1954年9月24日—），澳大利亚男子皮划艇运动员。他曾代表澳大利亚参加1980年和1984年夏季奥林匹克运动会皮划艇比赛，其中1984年奥运会获得一枚铜牌。